# Егреш (заказник)
Е́греш — ботанічний заказник місцевого значення в Україні. Розташований у межах Берегівського району Закарпатської області, на південь від села Притисянське. 
Площа 37,4 га. Статус надано згідно з рішенням обласної ради від 08.07.2010 року № 1143. Перебуває у віданні ДП «Виноградівське ЛГ» (Виноградівське лісництво, кв. 100, урочище «Егреш»). 
Статус надано з метою збереження унікального заплавого лісу з насадженнями вільхи крейкої (Alnus glutinosa). Це найбільший за площею і найліпше збережений вільховий ліс Закарпаття.